# Азијска патуљаста видра
Азијска патуљаста видра или патуљаста видра (лат. Amblonyx cinerea) је врста кунолике звери из потпородице видри (Lutrinae). Најмања је врста видре на свету.

## Опис
Азијска патуљаста видра је најмања живућа врста видре. Одрасле јединке достижу тежину до 5,4 kg и дужину (са репом) од 70 до 100 cm, од чега око 30 cm отпада на реп. Тело азијске патуљасте видре је витко и савитљиво. Крзно са горње стране тела је тамносмеђе, док је са доње стране прљавобело, нарочито на образима и врату. Длаке су релативно кратке, дужине мање од 2,5 cm, а крзно је мекано и густо.
Глава азијске патуљасте видре је пљосната, врат кратак и дебео, а очи се налазе на предњој страни главе. Уши су мале и округле и затварају се кад видра рони. Ноздрве су тамне или ружичасте боје. На њушци има бркове, који су осетљиви на подводне вибрације и значајни су у откривању плена под водом.
Ноге су релативно кратке, а видра их користи за ходање, пливање, хватање плена и манипулацију пленом при храњењу. Шапе су веома уске и имају мале пловне кожице, захваљујући чему имају одлично чуло додира и координацију. За разлику од осталих врста видри плен лове шапама, а не устима. Канџе су им кратке и не расту дуже од врхова прстију.
Реп је дуг и чини око трећине дужине тела. Реп је мишићав, савитљив, дебео у основи и сужава се ка врху. Видра га користи за потискивање при пливању великом брзином, за усмеравања при пливању малом брзином и за одржавање равнотеже када стоји усправно на задњим ногама. У основи репа се налазе мирисне жлезде.

## Понашање
Азијска патуљаста видра је дневна животиња, која живи у удаљеним областима, у којима је безбедна од људског узнемиравања. Ипак, неке јединке су се прилагодиле животу у близини села. Одличан је пливач, а плива помоћу ногу и репа. Када плута и плива користи све четири ноге. Када рони може да задржи дах 6 до 8 минута. Обично се након пливања и храњења таре о стабла дрвећа и друге биљке на својој територији да би оставила свој мирис.
Храни се мекушцима, раковима, жабама, док рибе нису значајне у њеној исхрани.

## Распрострањеност и станиште
Азијска патуљаста видра насељава јужну Индију, Југоисточну Азију укључујући острва, Суматру, Јаву, Борнео и Палаван. Насељава слатководна станишта као што су мочваре, реке које меандрирају, баре и пиринчана поља. Омиљена станишта су јој баре и пиринчана поља, али не воли гола и отворена подручја где не може да пронађе заклон. У потрази за крабама претражује тршћаке и речне наносе биљног порекла. У речним екосистемима бира области у којим има мало вегетације. Своја скровишта, у којима рађа младе, копа на блатњавим обалама. Већину свог времена проводи на сувом, за разлику од већине других врста видри.